# Parabahita thalla
Parabahita thalla är en insektsart som beskrevs av Delong 1982. Parabahita thalla ingår i släktet Parabahita och familjen dvärgstritar. Inga underarter finns listade i Catalogue of Life.